# بنبان كبير
بنبان كبير (الاسم العلمي: Trachinotus goodei) (بالإنجليزية: Great pompano)‏ هو نوع من الأسماك يتبع جنس البنبان من فصيلة الشيميات.